# Poliklinika AGEL Praha Italská

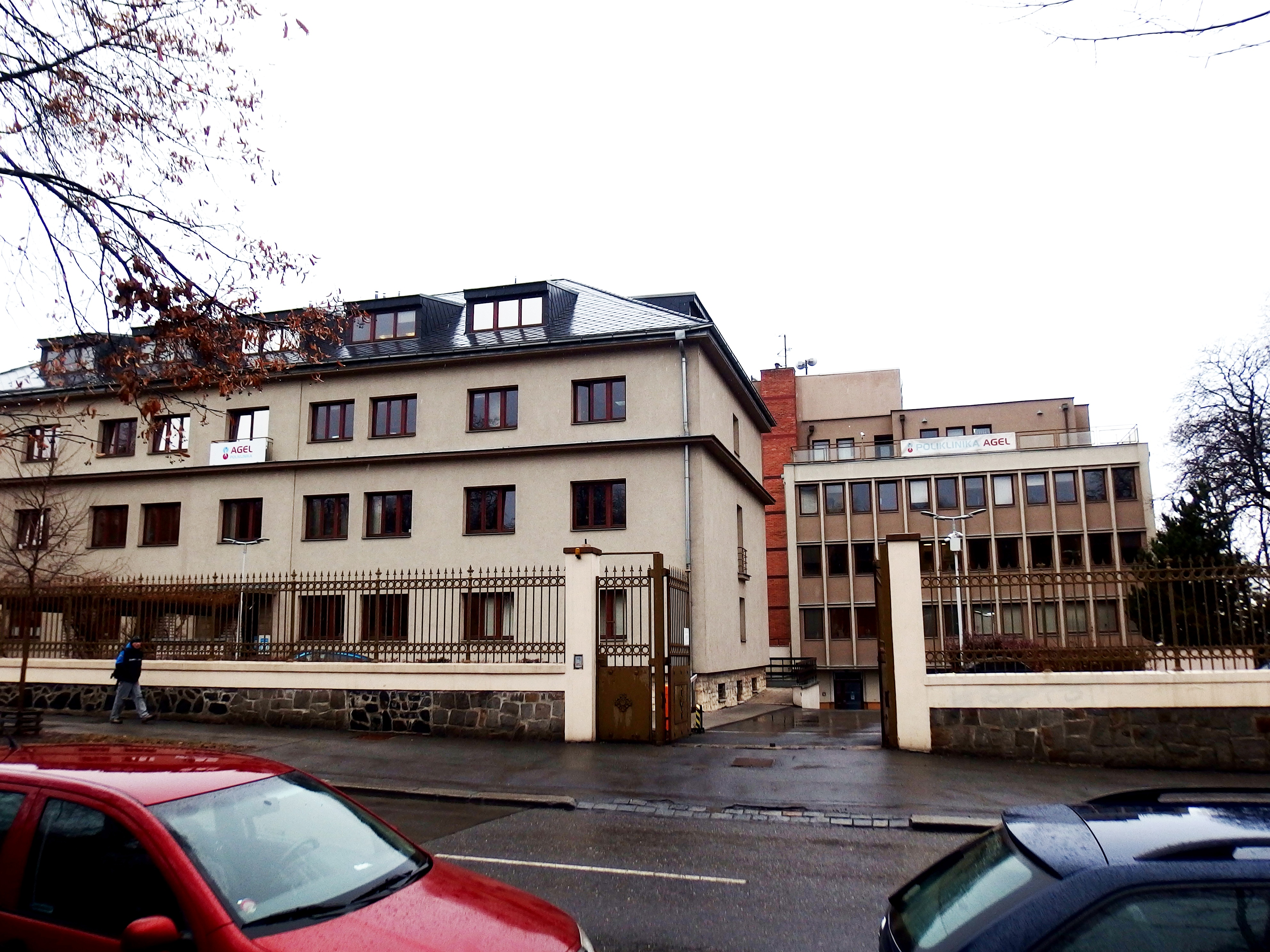
Starší (vlevo) a novější (vpravo) část polikliniky

Poliklinika AGEL Praha Italská (dříve Železniční nemocnice, později Svatováclavská nemocnice, Nemocnice s poliklinikou Praha Italská) je zdravotnické zařízení – poliklinika firmy Dopravní zdravotnictví a. s., která je držená společností AGEL. Sídlí na adrese Italská 560/37 na Vinohradech v Praze 2. Vznik nemocnice souvisí s aktivitami Československých státních drah pečovat a svoje zaměstnance ve vlastní nemocnici. Ve 20. letech 20. století byla postavena na adrese Italská 1800/35 první budova železniční polikliniky. V roce 1951 došlo ke zrušení oddělené péče a později znovu k obnovení. Dráhy pro tento účel dostaly k dispozici sousední objekt na adrese Italská 560/37 (Helénská 560/3). V roce 1985 pak byla budova zvětšena a přestavěna. V letech 1990–1997 působil jako ředitel nemocnice Dalibor Stejskal, člen Řádu sv. Lazara a zakladatel Svatováclavské nadace, z jehož iniciativy získala Železniční nemocnice název Svatováclavská nemocnice. V roce 2008 se stal majoritním vlastníkem firmy Dopravní zdravotnictví AGEL a tím získal i polikliniku v Italské. V současnosti zajišťuje soukromá poliklinika ambulantní a lůžkovou péči v celé řadě oborů.